# Deûlémont
 Deûlémont  es una población y comuna francesa, en la región de Norte-Paso de Calais, departamento de Norte, en el distrito de Lille y cantón de Quesnoy-sur-Deûle.

## Demografía
| 898 | 866 | 951 | 1360 | 1368 | 1461 |
| Para los censos de 1962 a 1999 la población legal corresponde a la población sin duplicidades (Fuente: INSEE [Consultar]) |     |     |      |      |      |